# 中提琴
中提琴（英語：Viola）是一種弓弦乐器，其音域比小提琴低完全五度。其空弦從低到高依序是c3-g3-d4-a4。音色相較於小提琴、大提琴顯得相對隱晦。平時使用中音譜記號（alto clef）記譜，高音域則使用高音譜記號。
在18世紀中葉之前，中提琴只在管弦樂團中使用。之後隨著弦樂四重奏的興盛，成為室內樂中不可或缺的樂器。但當作獨奏樂器使用則要一直到18世紀後半才開始普及。著名的中提琴獨奏曲有史塔密茲的D大調中提琴協奏曲，白遼士的《哈羅德在義大利》等。

## 樂器結構

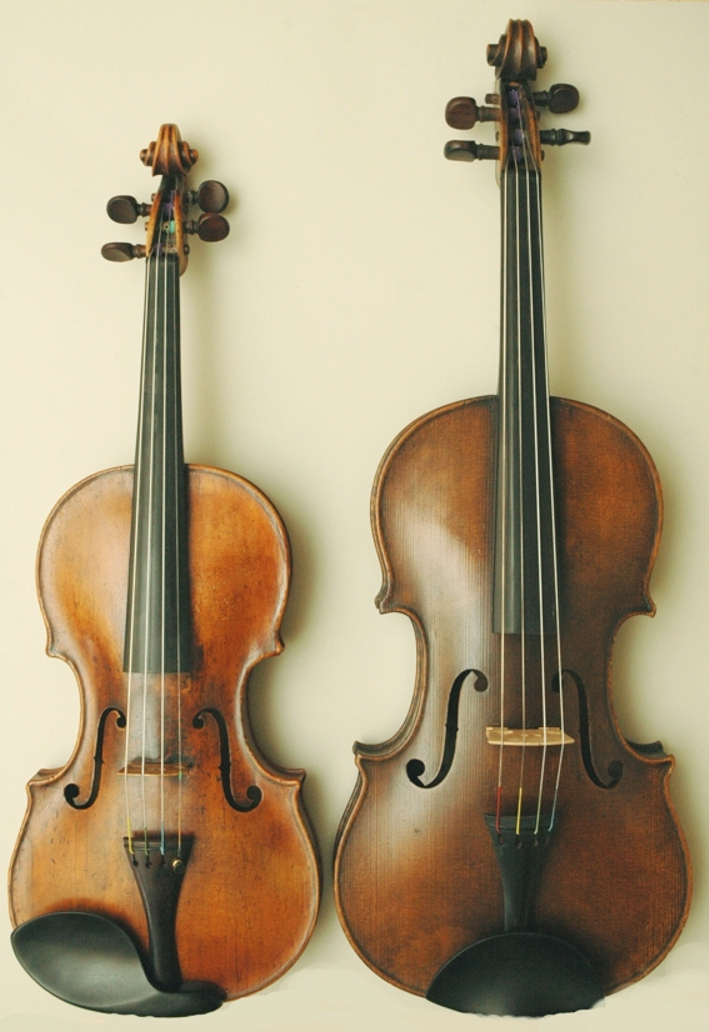
小提琴（左）与中提琴（右）的比较

中提琴的结构和材质都和小提琴相近，只是在尺寸上更大一些，音色更具变化性。和小提琴不同的是，中提琴没有标准长度。为了和小提琴的音色和谐，最佳中提琴的长度是21英寸。这个尺寸不适合像小提琴一样演奏。因此几个世纪以来，中提琴家和提琴制作师不断常常修改中提琴的尺寸和形状，使之更短更轻，但同时保证有足够大的共鸣箱来体现中提琴的音色。目前，中提琴的通常比小提琴长1到4英寸，平均长度为16英寸。为儿童制作的中提琴的长度缩短为12英寸。

### 音调
中提琴的四根弦调音跨度为五度：比中央C低八度的C在最下面，G、D和A依次在上面。中提琴的音刚好比小提琴低5度，因此它们有三根弦相同：G、D和A。虽然两者有三根弦一样，但是音质和音色差别很大。中提琴的音比大提琴高八度。

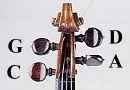

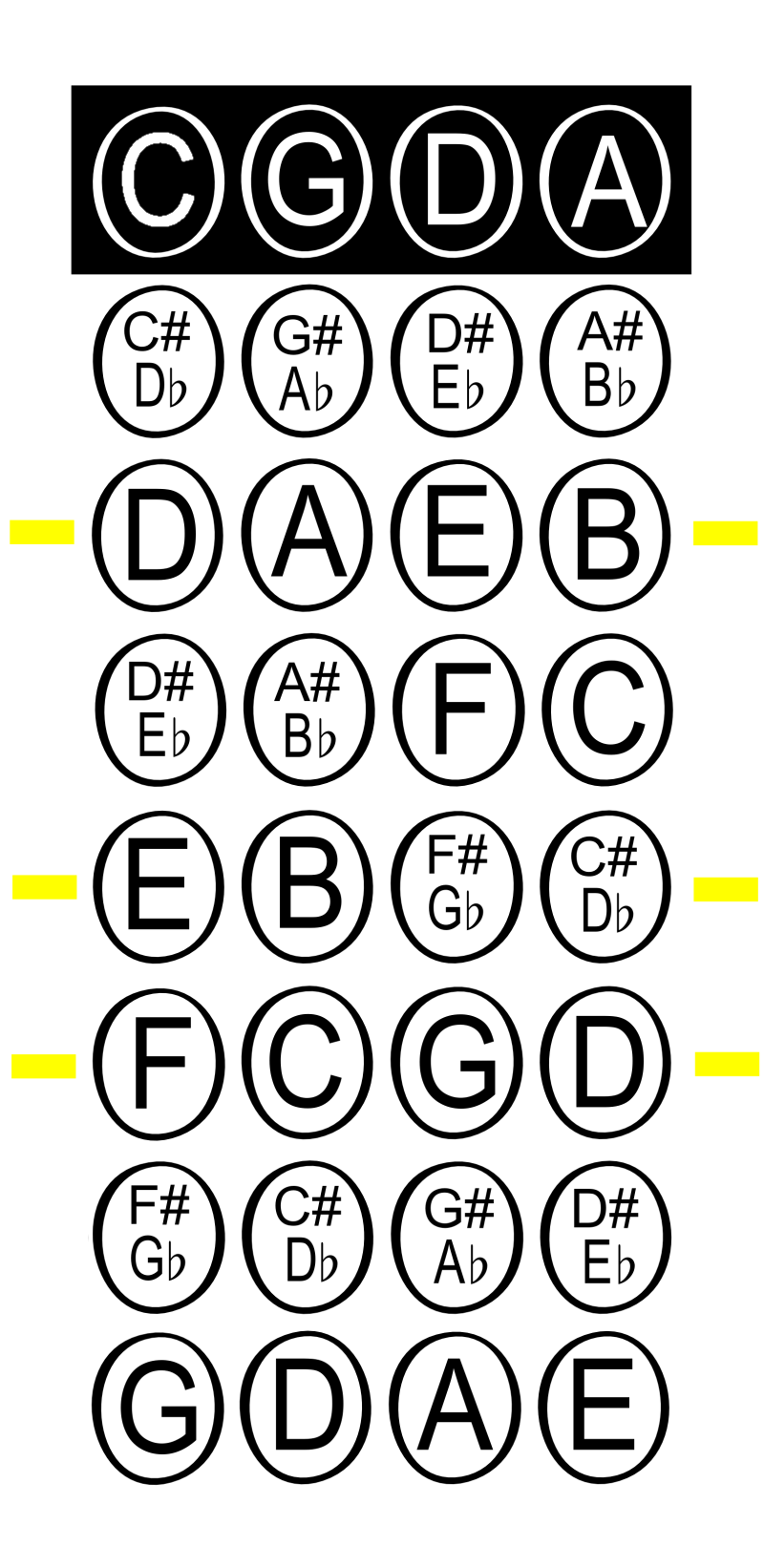
中提琴第一位指法

中提琴用琴栓来调音，拉紧琴弦音变得高而尖，放松琴弦音变低而平。第一步将A弦调到440赫兹，在依次调整其他的弦。可以用调音器或和其它已经调好音的乐器（通常是钢琴）比较，从而判断是否调准。右图标记了琴弦和琴栓的位置。有些中提琴家喜欢将C弦和G弦互换。
C-G-D-A音调可以演奏大部分中提琴音乐，然而，在古典音乐和一些民歌中会使用其它的音调。如莫扎特的E♭大调协奏交响曲中，中提琴部分是基于D大调的，但将中提琴的D弦提高半音到E♭，他的目的是为了让中提琴的音更明亮一些，而不致于被乐队里的其他乐器掩盖。英国中提琴家昂内尔·特帝斯在演绎爱德华·埃尔加作品大提琴协奏曲时，将中提琴的C弦降到B♭大调，使中提琴可以演奏低八度的乐段。通常C弦经常升到D大调。

## 演奏方法

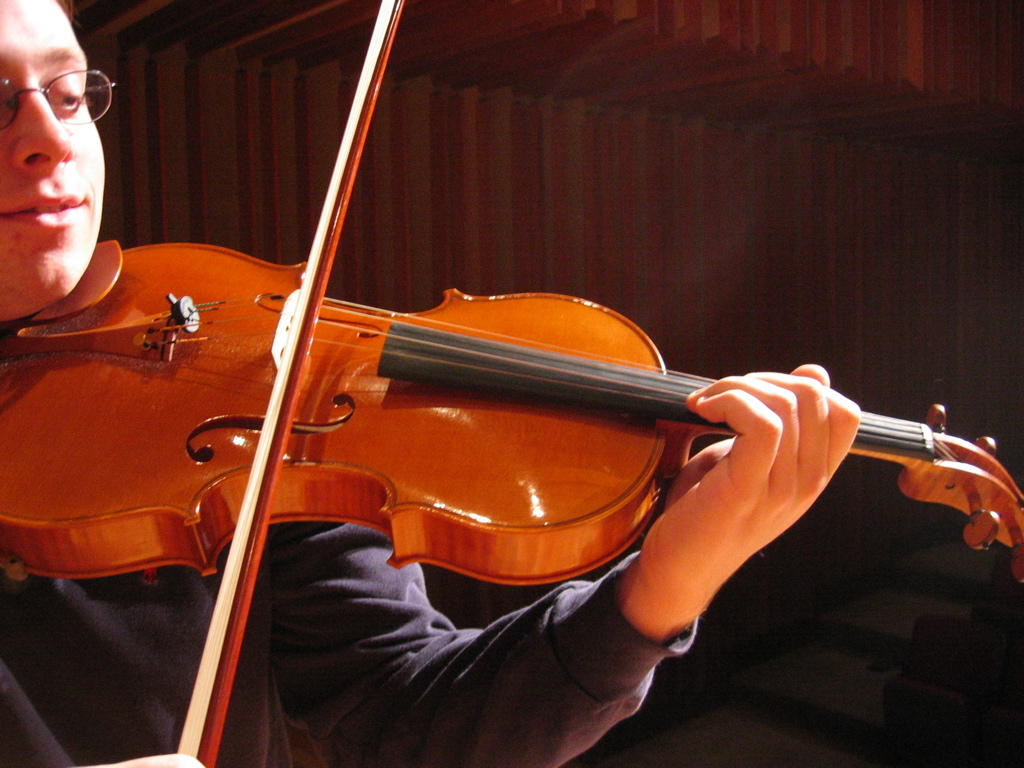
演奏中提琴

虽然看起来和小提琴很接近，实际上中提琴和小提琴的演奏技巧有很大的不同，比如弓法。由于体积变化，因此演奏中提琴对体能要求更高。
- 通常中提琴的体积更大，弓弦更长。左手可以演奏出更宽更强的顫音，右臂运弓的距离离身体更远。因此当演奏者从小提琴转为中提琴（或大提琴）时，很快就会发现两者的指法有很大区别。演奏者必须将左肘伸得更远甚至弯过来，这样手指才能够到最低的弦。只有手指稳定有力才能发出一个清晰的音。除非演奏者的手特别大，普通人都需要学习不同的指法，如在演奏中经常使用半位（half position）和活动位（shifting position）。
- 中提琴的弦通常比小提琴粗一些，因此音色更柔和低沉。同时，更粗的弦也意味着发音更慢一些。实际上，如果一个小提琴手和一个中提琴手一起演奏，中提琴手必须比小提琴手提前一點拉弦，这样中提琴和小提琴声音才能同时发出。更粗的弦还意味着拉动中提琴需要更多的力量。

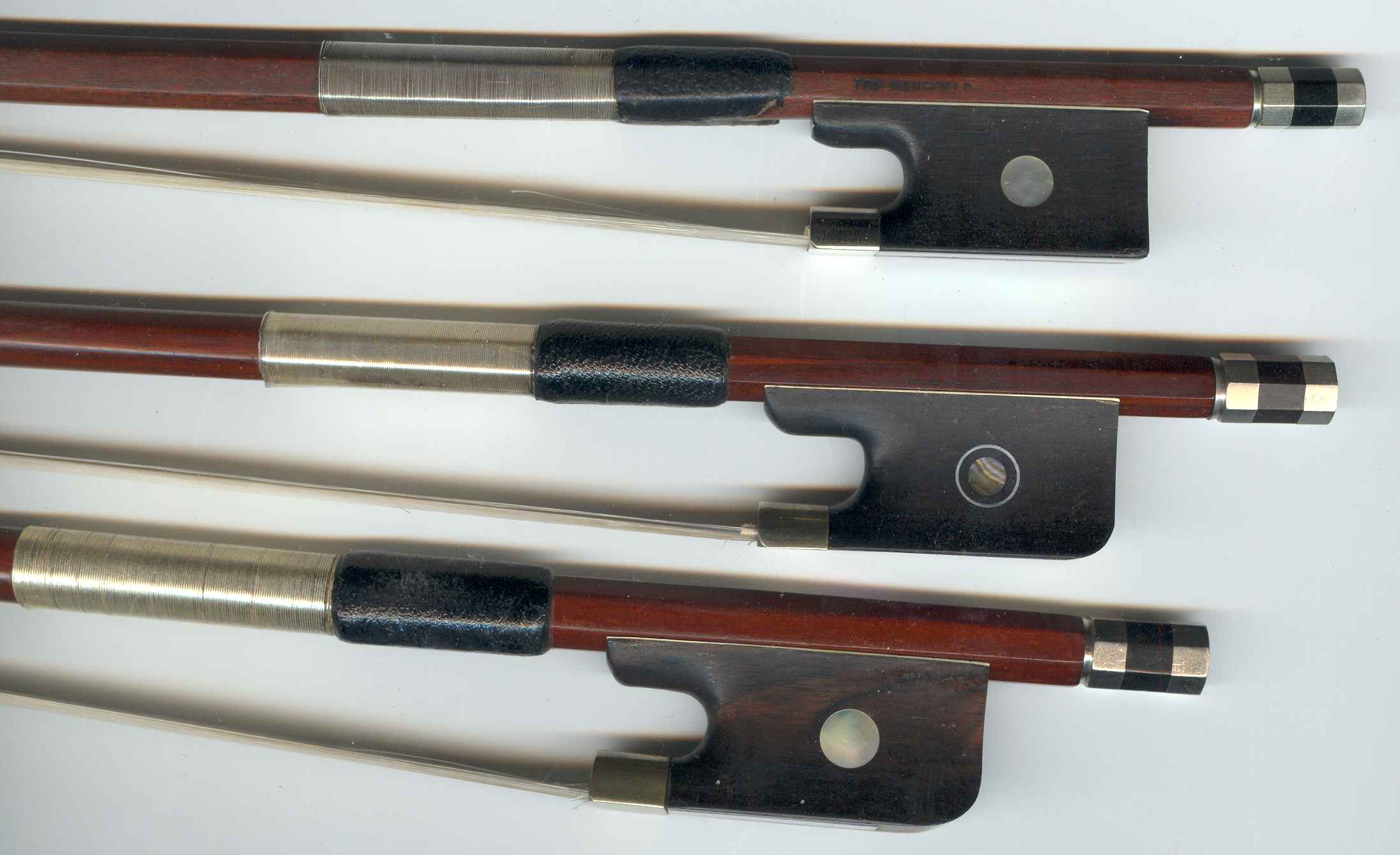
弓，从上到下：小提琴，中提琴，大提琴

- 和大提琴的技巧相似，中提琴更多地要求演奏着运用指肚而不是指尖去按弓弦。
- 中提琴的弓比小提琴略長一些，弓头略宽一些，重量大概是70到74克，小提琴的弓重量在59到71克之间。

## 著名作品

### 20世纪之前
在早期管弦樂中，中提琴部分通常是作为和声出现，偶尔有一些旋律部分。当它演奏旋律的时候，往往是其他弦乐器旋律同度或高八度的重复。巴赫的《布兰登堡第六协奏曲》是一个例外，乐曲使用两把中提琴作为主旋律。
在20世纪前，巴洛克主义音乐和古典主义音乐中有一些和中提琴相关的作品。如《哈罗德在意大利》其实就是一首中提琴协奏曲，格奥尔格·菲利普·泰勒曼、弗朗茨·安东·霍夫迈斯特和卡尔·斯塔米茨也创作过类似的音乐。
在室内乐中，中提琴是一个重要的角色。莫扎特的弦乐五重奏系列，将中提琴的特点发挥得淋漓尽致。他的作品采用两把中提琴，一把作为独奏，另一把作为和声，极大地丰富了音乐的表现力。莫扎特的协奏交响曲里，中提琴和小提琴一样重要。
中提琴在管弦乐里同样重要，如爱德华·埃尔加创作的《谜语变奏曲》，又称为「第六变奏」（Ysobel）。
由于中提琴演奏技能要求较高，因此20世纪前中提琴的著名作品相对较少。中提琴家不得不演奏一些改编自小提琴，大提琴或其他乐器的乐曲。

### 20世纪及以后
20世纪早期，随着昂内尔·特帝斯等中提琴演奏家的涌现，更多的作曲家开始创作中提琴乐曲。英国作曲家阿瑟·布利斯、约克·鲍文等人都曾为特帝斯创作过作品。威廉·沃尔顿和贝拉·巴托克也创作了著名的中提琴协奏曲。保罗·欣德米特和艾略特·卡特更是创作了大量中提琴作品。
20世纪末期，作曲家们创作了大量的中提琴曲目，如俄罗斯作曲家阿尔弗雷德·施尼特凯和波兰作曲家克里斯托弗·潘德列茨基创作了中提琴协奏曲。

### 当代流行音乐
当代流行音乐，尤其是先锋派音乐，有时采用中提琴作为配乐。「地下丝绒乐队」、「一万个骗子乐队」（10,000 Maniacs）和其它乐队的作品中大量应用了中提琴。爵士音乐有时也有中提琴乐手出现。

### 民間音樂
虽然民間音樂里中提琴没有小提琴那么广泛使用，然而目前世界上有很多民间音乐家演奏中提琴，包括卡斯·詹姆士、海伦·贝尔、吉姆·奥尼尔、伊莱扎·卡西等。
中提琴也是匈牙利和罗马尼亚民间乐团的重要乐器，尤其在特兰西瓦尼亚地区。当地的中提琴只有三根弦g-d'-a，三和弦的演奏节奏强烈。

## 著名演奏家
由于中提琴作品较少，因此中提琴演奏家相对也较少。20世纪的演奏家包括威廉·普利姆罗斯、昂内尔·特帝斯、保罗·欣德米特、拉斐尔·希利尔、米尔顿·卡蒂姆斯、塞西尔·阿洛诺维茨和瓦尔特·特拉普勒。近代著名的中提琴演奏家包括平夏斯·祖克曼、于里·巴什梅特、金·什卡茜安、萧红梅、今井信子等。年轻一代的包括罗兰·格拉斯尔、卡西·巴斯拉克、保罗·克莱蒂、詹妮弗·司图姆、大衛·亞倫·卡本特等。